# Dryobates scalaris
El picot garser arlequí o picot mexicà (Dryobates scalaris o Picoides scalaris) és una espècie d'au piciforme de la família Picidae, del gènere Dryobates. És una au de mida mitjana, nativa d'Amèrica Central i d'Amèrica del Nord: Belize, El Salvador, Estats Units, Guatemala, Hondures, Mèxic i Nicaragua.

## Subespècies
Es distingeixen les següents subespècies:
- Dryobates scalaris cactophilus (Oberholser, 1911)
- Dryobates scalaris eremicus (Oberholser, 1911)
- Dryobates scalaris graysoni (S. F. Baird, 1874)
- Dryobates scalaris leucoptilurus (Oberholser, 1911)
- Dryobates scalaris lucasanus (Xantus de Vesey, 1860)
- Dryobates scalaris parvus (Cabot, 1844)
- Dryobates scalaris scalaris  (Wagler, 1829)
- Dryobates scalaris sinaloensis (Ridgway, 1887)
- Dryobates scalaris soulei Banks, 1963